# 阿里揚·阿代米
阿里揚·阿代米（1991年5月29日—）是一位来自北馬其頓的足球運動員。在場上的位置是防守型中場。現效力於克罗地亚足球甲级联赛球隊薩格勒布迪納摩。他雖然曾代表克羅地亞國青隊參賽，但現在代表北馬其頓國家足球隊參賽。

## 外部連結
- Soccerway資料庫：阿里揚·阿代米